# Бернар Менді
Бернар Менді (фр. Bernard Mendy, нар. 20 серпня 1981, Евре) — французький футболіст сенегальського походження, що грав на позиції правого захисника.
Виступав, зокрема, за клуб «Парі Сен-Жермен», а також національну збірну Франції.

## Клубна кар'єра
Народився 20 серпня 1981 року в французькому місті Евре в родині вихідців з Сенегалу. Розпочав займатись футболом у невеличкій команді «АЛМ Евре» з рідного міста, де в той же час починали футбольну кар'єру і інші майбутні французькі збірники Матьє Бодмер, Стів Манданда, Крістоф Кокар та інші. У 1996 році під час матчу проти «Кана» представники цієї професіональної команди помітили Менді і запросили до своєї команди. Дорослу футбольну кар'єру розпочав 1998 року в основній команді цього ж клубу, в якій провів два сезони, взявши участь у 34 матчах другого дивізіону країни.
2000 року Бернара запросили в столичний «Парі Сен-Жермен», за який він вболівав з дитинства. У перших сезонах Менді не часто проходив в основу, тому в 2002 році був відданий в оренду в англійський «Болтон Вондерерз», відігравши 21 матч у Прем'єр-лізі. Після повернення у Францію Менді завоював місце в стартовому складі ПСЖ, в тому числі завдяки новому тренеру Вахіду Халілходжичу, який довіряв молодому захиснику. Бернар допоміг столичному клубу двічі виграти Кубок Франції і стати володаремКубка французької ліги у 2008 році, забивши у фіналі на останній хвилині переможний гол у ворота «Ланса» (2:1).
У тому ж 2008 році Менді перейшов в англійський «Галл Сіті». 23 серпня в матчі проти «Блекберн Роверс» він дебютував за нову команду у англійській Прем'єр-лізі. 1 листопада в поєдинку проти «Манчестер Юнайтед» Бернар забив свій перший гол за «тигрів». За підсумками сезону 2009–10 клуб зайняв передостаннє 19 місце і вилетів з Прем'єр-ліги, після чого француз покинув команду і тривалий час залишався без команди.
У другій половині 2010 року Менді підтримував форму з рідним «Каном», поки 9 лютого 2011 року не підписав контракт з данським «Оденсе». 7 березня у матчі проти «Горсенса» він дебютував у місцевій Суперлізі. 23 липня у поєдинку проти «Копенгагена» Менді забив свій перший гол за нову команду і допоміг команді стати віце-чемпіоном Данії 2011 року. Загалом у новій команді провів півтора року і покинув її по завершенні контракту після сезону 2011/12.
25 червня 2012 року Бернар повернувся на батьківщину, де на правах вільного агента уклав дворічний контракт з «Брестом». 11 серпня в матчі проти «Нансі» він дебютував за нову команду у Лізі 1. По закінченні сезону команда вилетіла в Лігу 2, але Менді залишився в клубі до завершення контракту.
У серпні 2014 року Менді був обраний у першому ж раунді на міжнародному драфті новоствореної індійської Суперліги клубом «Ченнаї». 15 жовтня у матчі проти «Гоа» він дебютував у Суперлізі. 21 жовтня в поєдинку проти «Керала Бластерс» Менді забив свій перший гол за клуб. Оскільки турнір Суперліги у перші його сезони тривав лише по три місяці на рік, з жовтня по грудень, то у інший час Менді змушений був собі шукати іншу команду для виступів, і протягом першої половини 2015 року грав за кіпрський АЕЛ.
Повернувшись у «Ченнаї» на наступний сезон, Менді допоміг команді виграти Суперлігу 2015 року, обігравши у фіналі «Гоа» (3:2). Після цього чергову перерву у розіграші турніру Бернар провів у клубі «Іст Бенгал» з індійської І-Ліги, традиційному чемпіонату Індії, де зайняв з командою третє місце у сезоні 2015/16.
На сезон Суперліги 2016 року Менді знову повернувся до «Ченнаї», зігравши 9 ігор та двічі забивши, але команда зайняла лише 7 місце з 8 команд і не вийшла в плей-оф, після чого Менді вирішив закінчити свою кар'єру наприкінці сезону.

## Виступи за збірні
У 2000 році Менді у складі збірної Франції до 18 років виграв юнацький чемпіонат Європи у Німеччині, відігравши у всіх чотирьох матчах, в тому числі і у фінальній грі проти України (1:0).
Залучався до складу молодіжної збірної Франції до 20 років. У її складі був учасником молодіжного чемпіонату світу 2001 року в Аргентині, де він забив гол у матчі 1/8 фіналу проти Німеччини (3:2), а французи дійшли до чвертьфіналу.
20 травня 2004 року дебютував в офіційних матчах у складі національної збірної Франції в товариському матчі проти збірної Бразилії, замінивши у другому таймі Марселя Десаї. Всього протягом кар'єри у національній команді за рік провів 3 матчі.

## Тренерська кар'єра
29 грудня 2017 року Менді був призначений помічником Патріса Лаїра в жіночій команді «Парі Сен-Жермен». Напередодні фіналу жіночого Кубка Франції 2017/18 Лаїр за станом здоров'я змушений був покинути клуб і Менді у статусі в.о. головного тренера виграв з командою трофей, обігравши у вирішальному матчі «Ліон» з рахунком 1:0. Втім це не дозволило Бернарду зберегти посаду і вже незабаром повноцінним головним тренером команди став Олів'є Ешуафні.

## Статистика виступів

### Статистика виступів за збірну
| Дата      | Місто    | Господарі | Результат | Гості                | Турнір            | Голи | Примітки |
| --------- | -------- | --------- | --------- | -------------------- | ----------------- | ---- | -------- |
| 20-5-2004 | Сен-Дені | Франція   | 0 – 0     | Бразилія             | товариський матч  | -    | 46'      |
| 18-8-2004 | Ренн     | Франція   | 1 – 1     | Боснія і Герцеговина | товариський матч  | -    |          |
| 4-9-2004  | Сен-Дені | Франція   | 0 – 0     | Ізраїль              | Відбір до ЧС 2006 | -    | 57'      |
| Усього    |          | Матчів    | 3         |                      | Голів             | 0    |          |

## Титули і досягнення

### Як гравця
- Володар Кубка Франції (2) — 2003/04, 2005/06
- Володар Кубка французької ліги (1): 2007/08
- Переможець Кубка Інтертото (1): 2001
- Переможець Індійської суперліги (1): 2015
- Чемпіон Європи (U-18): 2000

### Як тренера
- Володар Кубка Франції серед жінок (1) — 2017/18